# Alchemilla sectilis
Alchemilla sectilis é uma espécie de rosácea do gênero Alchemilla, pertencente à família Rosaceae.